# Ásotthalom
Ásotthalom é uma vila da Hungria, situada no condado de Csongrád-Csanád. Tem 122,54 km² de área e sua população em 2019 foi estimada em 3.856 habitantes.